# 世界パラ水泳選手権大会
世界パラ水泳選手権大会（せかいパラすいえいせんしゅけんたいかい、World Para Swimming Championships）は、世界パラ水泳連盟（旧IPCスイミング）が主催するパラ水泳の国際大会である。通称世界パラ水泳。パラ水泳界において、パラリンピックに次ぐ重要な大会とされる。

## 歴史
本選手権は1990年7月にオランダ・アッセンで第1回大会が行われたが、当初パラリンピック中間年に開催されていたが、2013年から隔年開催に変更された。2017年大会は当初9月開催予定だったが、地震の影響で12月に延期され、日本は選手派遣の辞退を余儀なくされた。2019年は当初マレーシアのクチンで開催予定だったが、政府がイスラエル代表選手のビザ発行を拒否したため、世界連盟は開催権をはく奪。代わりにイギリス・ロンドンで開催された。
| 回数 | 西暦年 | 開催地             | 日時            | 最多メダル獲得国 |
| ---- | ------ | ------------------ | --------------- | ---------------- |
| 1    | 1990   | アッセン           | 7月14日-26日    | 不明             |
| 2    | 1994   | バレッタ           | 不明            | 不明             |
| 3    | 1998   | クライストチャーチ | 10月7日-17日    | カナダ           |
| 4    | 2002   | マル・デル・プラタ | 12月3日-12日    | イギリス         |
| 5    | 2006   | ダーバン           | 12月2日-8日     | アメリカ         |
| 6    | 2010   | アイントホーフェン | 8月15日-21日    | ウクライナ       |
| 7    | 2013   | モントリオール     | 8月11日-17日    | ウクライナ       |
| 8    | 2015   | グラスゴー         | 7月13日-19日    | ロシア           |
| 9    | 2017   | メキシコシティ     | 12月2日-7日     | 中国             |
| 10   | 2019   | ロンドン           | 9月9日-15日     | イタリア         |
| 11   | 2022   | マデイラ諸島       | 6月12日–18日    | イタリア         |
| 12   | 2023   | マンチェスター     | 7月31日– 8月6日 |                  |
| 13   | 2025   | シンガポールの旗   | 9月21日– 27日   |                  |